# Frómista
Frómista est une municipalité située dans le Nord de l’Espagne, dans la comarque de Tierra de Campos dans la Communauté autonome de Castille-et-León, Palencia.
Frómista est aussi le nom du chef-lieu de la municipalité.
Sa population était de 816 habitants en 2010.
Frómista est une étape sur le Camino francés du Pèlerinage de Saint-Jacques-de-Compostelle.

## Politique et administration

### Jumelage
- Tui, Galice,  Espagne

## Population et société

### Démographie
| 1900  | 1910  | 1920  | 1930  | 1940  | 1950  | 1960  | 1970  | 1981  | 1991  | 2010 |
| 1.748 | 1.967 | 1.722 | 1.767 | 1.792 | 1.775 | 1.588 | 1.372 | 1.284 | 1.013 | 816  |

### Manifestations culturelles et festivités
Fête patronale : du samedi saint au lundi de la saint Elme (lundi après Pâques).

### Cultes
Frómista est située sur le Camino francés du Pèlerinage de Saint-Jacques-de-Compostelle, en venant de Boadilla del Camino par Las Esclusas du canal de Castilla. La prochaine halte est Población de Campos, via l'Ermita de San Miguel.

## Culture locale et patrimoine

### Lieux et monuments
Patrimoine religieux
- Église de San Martín

L'Église de Saint-Martin-de-Tours est une des églises romanes les mieux conservées en Europe.
C'est l'unique vestige d'une abbaye bénédictine fondée par Doña Mayor, veuve de Sanche le Grand (Roi de Navarre) en 1066.
Possédant trois nefs et trois absides, elle renferme de magnifiques chapiteaux richement sculptés

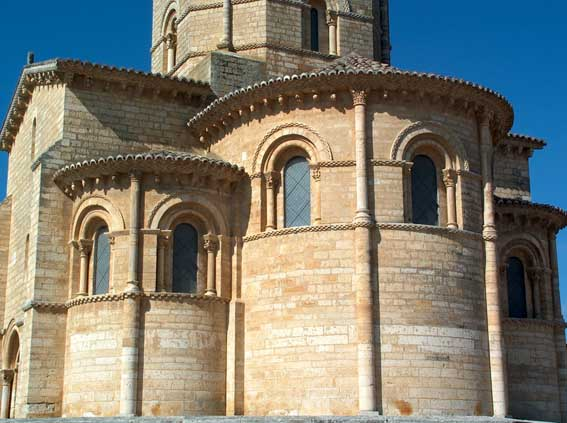
Détail des absides de l'église de San Martín.
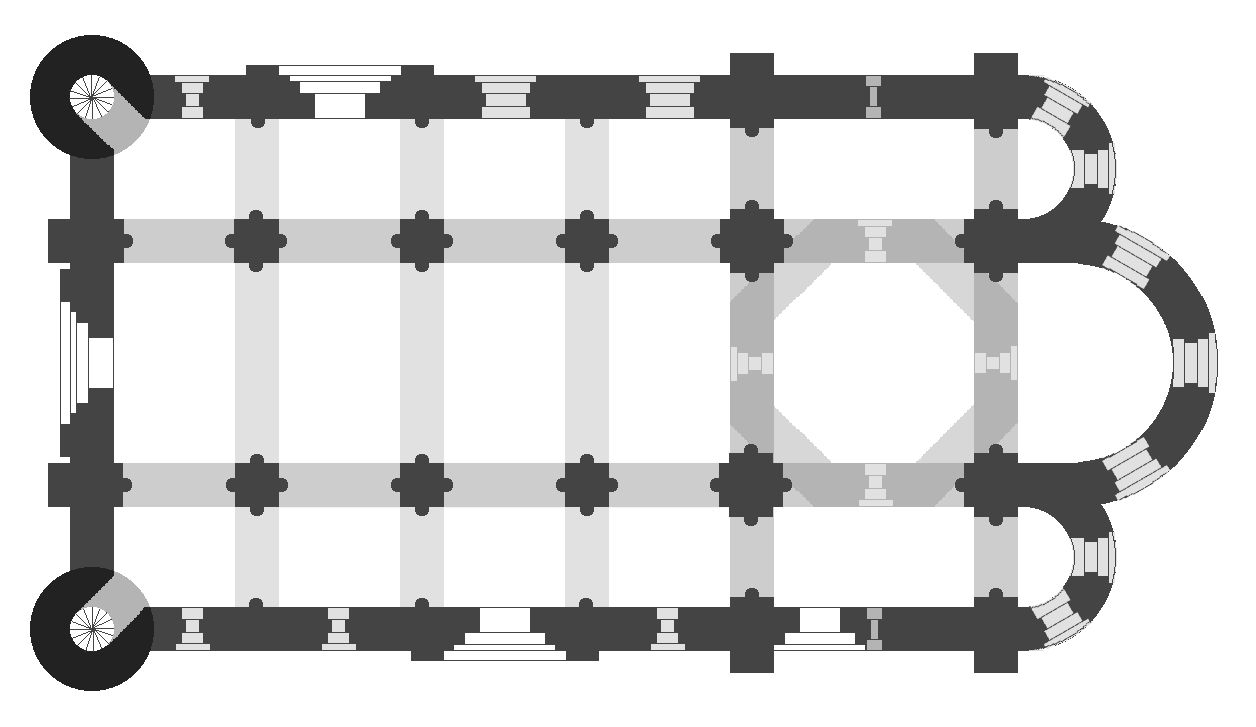
Plan de l'église de San Martín.

- Église de Santa María del Castillo

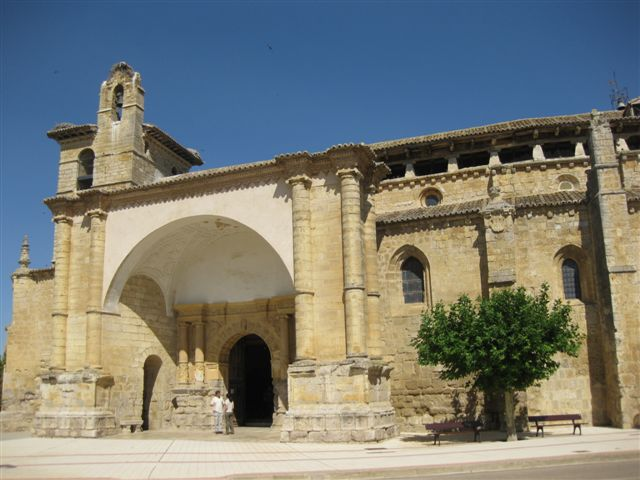
Portail de l'église de San Pedro

- Église de San Pedro
- Ermitage del Otero

Patrimoine civil
- Venta de Boffard
- Canal de Castilla

### Culture populaire
Cinéma
- 2005 : Saint-Jacques... La Mecque de Coline Serreau